# ギヨーム2世 (ウー伯)
ギヨーム2世（Guillaume II, ? - 1095年ごろ）は、アングロ・ノルマン貴族で、ヘイスティングス領主およびウー伯。イングランド王に対し反乱を起こした。

## 生涯
ギヨーム2世はウー伯ロベール（1093年以前没）とベアトリス・ド・ファレーズの息子である。
ギヨームはイングランド西部に約77の荘園を所有し、1088年にイングランド王ウィリアム2世に対し反乱を起こした貴族の一人であった。ウィリアム・オブ・アルドリー（妻の甥）、ロジャー・ド・レーシーおよびロバート・ド・モウブレイとともにウィリアム2世と和解したが、ギヨームはウィリアム2世を殺害して王の従兄弟であるオマール伯エティエンヌを王位に就かせることを企てた。
1095年、反乱軍はノルウェーの貿易船4隻を拿捕し、品物を返還せよという王の要求を拒否した。ウィリアム2世は素早く作戦を展開し、ニューカッスル・アポン・タインで反乱軍の側面を攻撃し、ノーサンバーランドのモーペスにある反乱軍の拠点を占領した。ウィリアム2世はバンボロー城で反乱軍を包囲し、残った城のそばに城を建てた。1097年1月にソールズベリーにおいてギヨームは正式に反逆罪で告発され、決闘裁判を挑まれたが、元ヨークシャー長官のジェフリー・ベイナードに敗訴した。最終的にギヨームの失明と去勢が決定された。ギヨームはしばらくして亡くなり、ヘイスティングスに埋葬された。ギヨームの息子アンリ1世がウー伯位およびヘイスティングスを継承した。

## 結婚と子女
ギヨームは2度結婚した。最初にヨークシャーのティックヒル領主ロジャー1世・ド・ビュリ（1098/1100年没）の娘ベアトリスと結婚し、1男をもうけた。
- アンリ1世（1075年頃 - 1140年） - ウー伯、ヘイスティングス領主[1]

2度目にアブランシュ子爵リチャード・ル・ゴズの娘でチェスター伯ヒュー（1101年没）の姉妹エリサンドと結婚した。